# Enicmus histrio
Enicmus histrio é uma espécie de insetos coleópteros polífagos pertencente à família Latridiidae.
A autoridade científica da espécie é Joy & Tomlin, tendo sido descrita no ano de 1910.
Trata-se de uma espécie presente no território português.